# Sidney (Columbia Británica)
Sidney es un pueblo canadiense situado en la provincia de Columbia Británica.

## Superficie
Sidney tiene una superficie de 5,11 km².

## Demografía
En 2021, tenía 12 318 habitantes, una densidad poblacional de 2412,8 hab./km², y 6321 viviendas.